# Don Bluth
Donald Virgil Bluth (IPA: bluːθ; El Paso, Texas, 1937. szeptember 13.) amerikai filmrendező, animátor. 
A NIMH titka, Egérmese, Őslények országa, Charlie – Minden kutya a mennybe jut, Anasztázia és Titán – Időszámításunk után című filmek rendezője. Ezek mellett ő készítette a Dragon's Lair című videojáték animációját is. Toby Bluth illusztrátor testvére.
A Sullivan Bluth Studios és a Fox Animation Studios alapítója.

## Élete
El Pasóban született, Emaline és Virgil Ronceal Bluth gyermekeként. Svéd, angol, ír, skót és német felmenőkkel rendelkezik.
Gyerekkorában ellovagolt a moziba, hogy Disney-filmeket nézzen. Elmondása szerint "azután hazamentem, és kinyomtattam az összes Disney-képregényt, amit találtam". Hat éves korában családja a Utah állambeli Paysonba költözött. Itt egy farmon élt. A család 1954-ben Santa Monica városába költözött. Egy évig a Brigham Young Universityn tanult. 1955-ben felfogadta őt a Walt Disney Productions, hogy John Lounsbery asszisztense legyen. 1957-ben azonban kilépett a cégtől, mert unalmasnak találta a munkát. Két és fél évig Argentínában élt, majd visszatért az Egyesült Államokba. A kaliforniai Culver Cityben nyitott egy színházat.
Ezután visszatér az egyetemre és angolból diplomázott a Brigham Young University-n. 1967-ben visszatért az animáció iparához, és a Filmationnél dolgozott. 1971-ben visszatért a Disney-hez, és több filmjükön is dolgozott. Utolsó Disney-s munkája az 1978-as The Small One volt. Első önálló filmje az 1982-es A NIMH titka volt.
Kilencvenes évekbeli rendezései közé tartozik az Egy troll New Yorkban és A pingvin és a csodakavics. Ő rendezte a Scissor Sisters 2004-es Mary című dalának videoklipjét is.

## Könyvei
Két könyvet adott ki: The Art of Storyboard (2004) és The Art of Animation Drawing (2005). 2021. december 17-én bejelentette, hogy megjelenteti önéletrajzi könyvét, amely 2022. július 19-én kerül a boltokba.